# Иванов, Димитр (химик)
Димитр Иванов Попов (болг. Димитър Иванов Попов, 13 октября 1894, с. Макоцево (ныне Софийской области Болгарии) — 25 октября, 1975, София) — выдающийся болгарский химик-органик, педагог, профессор (с 1929 г.), действительный член Болгарской академии наук (с 1961 г.). Лауреат Димитровской премии (1959 г.).
Известен как академик Димитр Ива́нов.

## Биография
Учился в I-й Софийской мужской гимназии. В 1920 году окончил Софийский университет. Прошел стажировку в университете Нанси (Франция). С 1926 г. работал в Софийском университете (с 1929 — профессор).
С 1948 — член-корреспондент Болгарской академии наук. Действительный член болгарской АН с 1961 года.
В 1962—1972 гг. заведующий секцией «Органического синтеза» в Институте органической химии Болгарской АН. С 1958 г. — член Немецкого химического общества (ГДР).
С 1972 г. — почëтный член Французского химического общества, членом которого он был с 1924 г.

## Научная деятельность
Работы Попова посвящены, в основном, химии металло- и фосфорорганических соединений и исследованию эфирных масел.
В 1931 году открыл реакцию взаимодействия галогенидмагниевой соли фенилуксусной кислоты с карбонилсодержащими соединениями (реакция Иванова).

## Награды
- премия Французской академии наук (1932)
- Орден «Святой Александр» V ст. (1939)
- Димитровская премия II ст. (1959)
- Орден «Кирилл и Мефодий» I ст. (1970)